# The Fallen Empire
The Fallen Empire är det tredje fullängdsalbumet av det finska power metal-bandet Altaria.

## Låtlista
1. Disciples
2. Valley of Rainbows
3. Abyss of Twilight
4. Frozen Hearts
5. Crucifix
6. Showdown
7. The Lion
8. Outlaw Blood
9. Chosen one
10. Access Denied